# 다니야마시
다니야마시(일본어: 谷山市)는 일본 가고시마현 중부에 위치했던 시이다.

## 참고 문헌
- 角川日本地名大辞典編纂委員会,『角川日本地名大辞典 鹿児島県』1983, 角川書店